# Magnaporthaceae
Magnaporthaceae P.F. Cannon – rodzina grzybów workowych należąca do klasy Sordariomycetes.

## Charakterystyka
Magnaporthaceae to rodzina grzybów mikroskopijnych pasożytujących na roślinach, zwłaszcza na ich korzeniach. Ich perytecja są czarne, szerokoelipsoidalne lub kuliste i zanurzone w tkankach roślin żywicielskich, ponad które wystaje tylko ich wydłużona szyjka pokryta włoskami. Worki są unitunikowe, cylindryczne lub maczugowate, u podstawy zwężone w trzoneczek. Mają grube, ale nierozwarstwiające się ściany. Otwór perytecjum na szczycie, duży, otoczony wyraźnym pierścieniem, często amyloidalnym. W perytecjach początkowo występują nitkowate wstawki, ale zanikają podczas dojrzewania askospor. Askospory cylindryczne lub nitkowate, hialinowe lub żółtawe, dojrzałe są kilkukomórkowe.
Taksonomia rodziny nie jest dokończona. W 2012 r. zaliczano do niej 13 rodzajów, w 2020 r. CABI databases podaje już 27 rodzajów, a badania filogenetyczne w rzędzie Magnaporthales wciąż trwają i powodują ciągle przesunięcia taksonów.
Do rodziny tej należy m.in. Geaumannomyces graminis wywołujący zgorzel podstawy źdźbła u zbóż.

## Systematyka
Pozycja w klasyfikacji według Index Fungorum: Magnaporthaceae, Magnaporthales, Diaporthomycetidae, Sordariomycetes, Pezizomycotina, Ascomycota, Fungi.
Według Index Fungorum bazującego na Dictionary of the Fungi do rodziny Magnaporthaceae należą rodzaje:
- Aquafiliformis Z.L. Luo, K.D. Hyde & H.Y. Su 2019
- Bifusisporella R.M.F. Silva, R.J.V. Oliveira, J.D.P. Bezerra, Souza-Motta & G.A. Silva 2019
- Budhanggurabania P. Wong, Khemmuk & R.G. Shivas 2015
- Buergenerula Syd. 1936
- Bussabanomyces Klaubauf, M.-H. Lebrun & Crous 2014
- Ceratosphaerella Huhndorf, Greif, Mugambi & A.N. Mill. 2008
- Clasterosphaeria Sivan. 1984
- Clasterosporium Schwein. 1832
- Clavatisporella K.D. Hyde 1995
- Deightoniella S. Hughes 1952
- Falciphora J. Luo & N. Zhang 2015
- Falciphoriella Hern.-Restr. & Crous 2016
- Gaeumannomycella Hern.-Restr. & Crous 2016
- Gaeumannomyces Arx & D.L. Olivier 1952
- Harpophora W. Gams 2000
- Herbampulla Scheuer & Nograsek 1993
- Kohlmeyeriopsis Klaubauf, M.-H. Lebrun & Crous 2014
- Magnaporthe R.A. Krause & R.K. Webster 1972
- Magnaporthiopsis J. Luo & N. Zhang 2013
- Muraeriata Huhndorf, Greif, Mugambi & A.N. Mill. 2008
- Mycoleptodiscus Ostaz. 1968
- Nakataea Hara 1939
- Neogaeumannomyces D.Q. Dai & K.D. Hyde 2015
- Omnidemptus P.F. Cannon & Alcorn 1994
- Pseudohalonectria Minoura & T. Muroi 1978
- Pseudophialophora J. Luo & N. Zhang 2014
- Slopeiomyces Klaubauf, M.-H. Lebrun & Crous 2014